# 생산자 제품 재고 지수
생산자 제품 재고 지수(生産者製品在庫指數)는 재고지수(율)를 생산자 제품의 입장에서 살피는 것을 말한다. 기준시의 생산자 재고량에 대한 매일의 재고량을 지수화하여 나타낸다.